# 古洋水库
古洋水库是中国福建省莆田市仙游县境内的一座中型水库，位于苦溪上，兴建于1959年，1960年竣工投用。水库正常库容为1821万立方米，集雨面积为27平方千米，海拔为109.5米。

## 修建
1957年福建省水电厅对木兰溪流域进行了全面规划，古洋水库被列为规划项目之一。这座水库由晋江地区水电局贾钦然、郑恬等人设计，由郑恬和仙游县水电局的李斌先后担任施工技术主管。古洋水库让当地150户，750人迁移，淹没了耕地800亩。
1959年10月，工程正式动工。上场劳力主要由受益的五个公社组成，上场劳力以公社为单位组成民工团，每日一般上场6000-7000人，最高时达一万多人。
1年2个月后，1960年，大坝建成。工程总造价1100万元，国家拨款710万元。

## 规模

### 大坝
高约37米，坝顶长240米，宽6米。

### 溢洪道
净宽19.5米，进口设钢筋混凝土滚轮平面闸门4扇，最大泄洪流量431立方米／秒。

### 输水涵洞
为钢板套管，直径1米，最大输水流量5立方米／秒。

### 渠道
总长35.5公里，支渠7条，计13公里，渠道建筑物有倒虹管3座，渡槽5座。

## 作用
解决了郊尾、盖尾、赖店、鲤城的灌溉用水问题，为鲤城街道用户提供生活用水。还有防洪、发电等功能。